# Asia's Next Top Model (terza edizione)
La terza edizione di "Asia's Next Top Model" è andata in onda dal 25 marzo al 17 giugno 2015 e ha visto competere per il titolo di miglior modella asiatica quattordici concorrenti (due in meno rispetto alla precedente stagione) provenienti dall'intero continente. Novità anche nel cast dei giudici, a partire dalla conduttrice: Nadya Hutagalung viene sostituita dalla modella filippina Georgina Wilson. Al suo fianco, al posto di Daniel Williams arriva l'esperto di moda australiano Alex Perry; confermata per la terza volta, invece, la modella Joey Mead King, in qualità di runway coach.

L'intera stagione è stata filmata a Singapore, come la prima edizione.

La vincitrice è stata l'indonesiana Ayu Gani, 23 anni, che ha portato a casa una Subaru XV STI, un contratto pubblicitario con la "TRESemmé", un servizio fotografico con copertina per "Harper's Bazaar" e un contratto con la "Storm Model Management".

## Concorrenti
(L'età si riferisce al periodo della gara)
| Concorrente                              | Età | Altezza | Provenienza  | Posizionamento             |
| ---------------------------------------- | --- | ------- | ------------ | -------------------------- |
| Shareeta Selvaraj                        | 24  | 168 cm  | Kuala Lumpur | Eliminata nell'episodio 1  |
| Kiana Anora Guyon                        | 20  | 170 cm  | Pattani      | Eliminata nell'episodio 2  |
| Raniyan "Rani" Ramadhany Faishal         | 20  | 173 cm  | Giacarta     | Eliminata nell'episodio 3  |
| Chow Mei Xin "Lorretta"                  | 27  | 179 cm  | Hong Kong    | Eliminate nell'episodio 4  |
| Dương Thùy Vi "Celine"                   | 18  | 174 cm  | Hồ Chí Minh  | Eliminate nell'episodio 4  |
| Franchesca Denise Lagua                  | 23  | 172 cm  | Quezon       | Eliminata nell'episodio 5  |
| Tan Li Hsia "Melissa"                    | 27  | 173 cm  | Kuala Lumpur | Eliminata nell'episodio 7  |
| Qing Ying Kirsteen Barlow "KB" MacGregor | 25  | 171 cm  | Hong Kong    | Eliminata nell'episodio 8  |
| Tahlia Raji                              | 18  | 174 cm  | Malang       | Eliminata nell'episodio 9  |
| Amanda Bianca Chan                       | 17  | 176 cm  | Manila       | Eliminata nell'episodio 10 |
| Barbara Akemi Katsuki                    | 27  | 173 cm  | Okinawa      | Eliminata nell'episodio 12 |
| Aimee Rose Cheng-Bradshaw                | 19  | 175 cm  | Singapore    | Terza classificata         |
| Marlena Monika Anne Sta. Maria           | 23  | 177 cm  | Manila       | Seconda classificata       |
| Ayu Gani Lestari Putri                   | 23  | 173 cm  | Yogyakarta   | Vincitrice                 |

### Ordine di eliminazione
| Ordine | Episodi    | Episodi    | Episodi    | Episodi    | Episodi    | Episodi | Episodi | Episodi | Episodi | Episodi | Episodi | Episodi |  |
| Ordine | 1          | 2          | 3          | 4          | 5          | 6       | 7       | 8       | 9       | 10      | 12      | 13      |  |
| ------ | ---------- | ---------- | ---------- | ---------- | ---------- | ------- | ------- | ------- | ------- | ------- | ------- | ------- |  |
| 1      | Amanda     | Melissa    | Aimee      | Monika     | Monika     | Gani    | Monika  | Tahlia  | Amanda  | Monika  | Gani    | Gani    |  |
| 2      | Barbara    | Gani       | Melissa    | Aimee      | Gani       | Aimee   | Barbara | Barbara | Monika  | Aimee   | Monika  | Monika  |  |
| 3      | Monika     | Celine     | Monika     | Amanda     | Barbara    | Melissa | KB      | Gani    | Barbara | Gani    | Aimee   | Aimee   |  |
| 4      | Tahlia     | Tahlia     | Franchesca | KB         | Melissa    | KB      | Gani    | Aimee   | Aimee   | Barbara | Barbara |         |  |
| 5      | Gani       | Franchesca | Celine     | Melissa    | Aimee      | Tahlia  | Amanda  | Monika  | Gani    | Amanda  |         |         |  |
| 6      | Aimee      | Lorretta   | Amanda     | Tahlia     | KB         | Amanda  | Aimee   | Amanda  | Tahlia  |         |         |         |  |
| 7      | Lorretta   | KB         | Gani       | Gani       | Tahlia     | Barbara | Tahlia  | KB      |         |         |         |         |  |
| 8      | KB         | Barbara    | Barbara    | Barbara    | Amanda     | Monika  | Melissa |         |         |         |         |         |  |
| 9      | Franchesca | Monika     | Tahlia     | Franchesca | Franchesca |         |         |         |         |         |         |         |  |
| 10     | Melissa    | Rani       | KB         | Celine     |            |         |         |         |         |         |         |         |  |
| 11     | Kiana      | Aimee      | Lorretta   | Lorretta   |            |         |         |         |         |         |         |         |  |
| 12     | Rani       | Amanda     | Rani       |            |            |         |         |         |         |         |         |         |  |
| 13     | Celine     | Kiana      |            |            |            |         |         |         |         |         |         |         |  |
| 14     | Shareeta   |            |            |            |            |         |         |         |         |         |         |         |  |

     La concorrente è stata eliminata
     La concorrente è parte di una chiamata collettiva
     La concorrente è parte di una non-eliminazione
     La concorrente ha vinto la gara
- Nel secondo episodio, Melissa, Gani e Céline vengono chiamate contemporaneamente come migliori della settimana
- Nel quarto episodio, Céline e Lorretta sono le peggiori e vengono entrambe eliminate
- Nel sesto episodio, Barbara e Monika sono le peggiori, ma vengono entrambe salvate
- L'undicesimo episodio è un riassunto dei precedenti
- Nel tredicesimo episodio, viene prima annunciato il terzo posto di Aimee, di seguito la vittoria di Gani su Monika

### Servizi fotografici
- Episodio 1: Servizio fotografico in bikini su sfondo tropicale
- Episodio 2: Gruppi K-Pop
- Episodio 3: Primi piani con gioielli "Temptations"
- Episodio 4: Scatti d'amore con un modello
- Episodio 5: Primi piani per dentifricio "Close-up"
- Episodio 6: Scatti per catalogo "Zalora"
- Episodio 7: Body paint per "Subaru"
- Episodio 8: Capelli perfetti nelle strade di Singapore
- Episodio 9: Scatti con abiti della linea "Alex Perry"
- Episodio 10: Pubblicità per Subaru Forester
- Episodio 12: Copertina "Harper's Bazaar"
- Episodio 13: Alta moda nell'antica Singapore coloniale